# گاسپاریلو
گاسپاریلو (به انگلیسی: Gasparillo) شهرکی در کشور ترینیداد و توباگو، استان کووا-تاپاکیته-تالپبارو است که جمعیت آن در سرشماری سال ۲۰۰۵ میلادی ۹٫۹۳۷ نفر بوده‌است.